# Oscar Morales
Oscar Andrés Morales Guifarro (Guarizama, 12 maggio 1986) è un calciatore honduregno, difensore del Juticalpa.

## Carriera

### Club
Inizia a giocare nell'Atlético Olanchano.
Dal 2007 al 2010 gioca al Real Club Deportivo España. Successivamente milita in diversi club honduregni. Dal 2013 milita al Juticalpa, club della Seconda Divisione honduregna.

### Nazionale
Gioca con l'Honduras le olimpiadi di Pechino 2008, dove scende in campo due volte.